# Primavera do Leste (microregio)
Primavera do Leste is een van de 22 microregio's van de Braziliaanse deelstaat Mato Grosso. Zij ligt in de mesoregio Sudeste Mato-Grossense en grenst aan de mesoregio's Centro-Sul Mato-Grossense in het westen, Norte Mato-Grossense in het noorden en Nordeste Mato-Grossense in het oosten en de microregio's Tesouro in het zuidoosten en Rondonópolis in het zuidwesten. De microregio heeft een oppervlakte van ca. 10.267 km². Midden 2004 werd het inwoneraantal geschat op 76.872.
Twee gemeenten behoren tot deze microregio:
- Campo Verde
- Primavera do Leste

Mesoregio's: Centro-Sul Mato-Grossense · Nordeste Mato-Grossense · Norte Mato-Grossense · Sudeste Mato-Grossense · Sudoeste Mato-Grossense

Microregio's: Alta Floresta · Alto Araguaia · Alto Guaporé · Alto Pantanal · Alto Paraguai · Alto Teles Pires · Arinos · Aripuanã · Canarana · Colíder · Cuiabá · Jauru · Médio Araguaia · Norte Araguaia · Paranatinga · Parecis · Primavera do Leste · Rondonópolis · Rosário Oeste · Sinop · Tangará da Serra · Tesouro